# Nora Granovsky
Ne doit pas être confondu avec Palais Granovsky de Granov ou Timofeï Granovski.
Nora Granovsky est un metteur en scène française, du Théatre Vidy-Lausanne. 

## Biographie

### Famille
Mariée, deux enfants, elle vit à Harnes près de Lens, et où elle y créé Le Moche de Mayenburg au «Off» d'Avignon.

### Formation
Elle mise sur la transversalité des arts et son spectacle interprété par la comédienne Juliette Savary.
Elle étudie à l’Ecole du Passage sous la direction de Niels Arestrup à Paris, assiste Jean-Claude Penchenat au Théâtre du Campagnol sur «Les enfants gâtés» et obtient une maîtrise d’Etudes Théâtrales sous la direction de Georges Banu. Elle rejoint la Comédie de Béthune. De 2005 à 2009, sa compagnie est en résidence à l’Escapade à Hénin-Beaumont.

## Carrière
- Love Love Love, Théatre de Belleville[5]
- Guillaume Tell[6]
- Sybille Berg[7]